# Tổng thống Myanmar
Tổng thống Cộng hòa Liên bang Myanmar (tiếng Miến Điện: ပြည်ထောင်စု သမ္မတ မြန်မာနိုင်ငံတော် သမ္မတ) là nguyên thủ quốc gia và người đứng đầu chính phủ của Myanmar và lãnh đạo ngành hành pháp của chính phủ Myanmar, và đứng đầu Nội các Myanmar.
Tổng thống được bầu bởi các thành viên của Quốc hội, chứ không phải bởi đa số người dân. Đại cử tri Đoàn Tổng thống, gồm 3 ủy ban, bầu ra Tổng thống. Mỗi ủy ban, gồm thành viên Amyotha Hluttaw, thành viên Pyithu Hluttaw của Quốc hội, hoặc do quân đội chỉ định, đề cử một ứng cử viên cho chức tổng thống. Ứng viên có số phiếu bầu cao nhất từ Đại cử tri được bầu làm tổng thống, trong khi hai ứng cử viên khác trở thành phó tổng thống.
Tổng thống đương nhiệm là Min Aung Hlaing, người tạm thời giữ chức vụ từ ngày 22 tháng 7 năm 2024 sau ông Myint Swe lâm bệnh nặng. Ông là lãnh đạo đứng đầu nhà nước và chính phủ trên luật, còn thực tế đứng đầu chính phủ và nhà nước là Thủ tướng, Thống tướng quân đội Min Aung Hlaing nắm giữ.

## Điều kiện trở thành Tổng thống
Theo Hiến pháp Myanmar, Tổng thống:
- Trung thành với Liên bang và nhân dân Myanmar;
- Là công dân Myanmar, gồm cả cha lẫn mẹ là người Myanmar được sinh ra trên lãnh thổ Liên bang;
- Tối thiểu 45 tuổi vào ngày được bàu;
- Từng đảm nhiệm các công việc của Liên bang như chính trị, hành chính, kinh tế và quân sự;
- Là người đã cư trú liên tục tại Liên bang ít nhất 20 năm tính đến thời điểm bầu cử làm Tổng thống

(Điều kiện: Thời gian lưu trú chính thức ở nước ngoài được phép của Liên bang) được tính là thời gian cư trú trong Liên bang)
- Bản thân không có vợ/chồng, con hợp pháp hoặc vợ/chồng của con là người mang quốc tịch nước ngoài. Là những người không được hưởng các quyền và đặc quyền của chính phủ nước ngoài hoặc công dân nước ngoài;
- Phải có bằng cấp theo quy định của Tổng thống, ngoài các bằng cấp được quy định để tranh cử cho Hluttaw.

## Quá trình bầu cử
Tổng thống không được bầu trực tiếp bởi cử tri Myanmar; thay vào đó, ông được bầu trực tiếp bởi Đại cử tri Đoàn Tổng thống (သမ္မတ ရွေးချယ်တင်မြှောက်ရေး အဖွဲ့), một cơ quan bầu cử gồm ba ủy ban riêng biệt. Mỗi ủy ban bao gồm các nghị sĩ đại diện cho tỷ lệ các nghị sĩ của Amyotha Hluttaw; một ủy ban khác bao gồm các nghị sĩ đại diện cho Pyithu Hluttaw; thứ ba là các nghị sĩ do quân đội chỉ định, được chỉ huy bởi Tổng tư lệnh Bộ Quốc phòng.
Mỗi trong ba ủy ban đề cử một ứng cử viên tổng thống. Sau đó, tất cả các nghị sĩ Pyriungsu Hluttaw bỏ phiếu cho một trong ba ứng cử viên - ứng cử viên có số phiếu bầu cao nhất được bầu làm Tổng thống, trong khi hai ứng cử viên khác được bầu làm Phó Tổng thống.
Quá trình này tương tự như quy định của Hiến pháp năm 1947, trong đó các nghị sĩ từ Quốc hội và Hạ viện bầu Tổng thống bằng lá phiếu bí mật. Tổng thống sau đó chịu trách nhiệm bổ nhiệm một Thủ tướng (theo khuyến nghị của Hạ viện), người được hiến pháp công nhận là người đứng đầu chính phủ và lãnh đạo Nội các.

## Lịch sử
Trước năm 1863, các vùng khác nhau của Miến Điện ngày nay được quản lý riêng biệt. Từ năm 1862 đến 1923, chính quyền thuộc địa, nằm trong tòa nhà Bộ trưởng Rangoon, được lãnh đạo bởi một Tổng ủy viên (1862–1897) hoặc một Phó Thống đốc (1897–1923), người đứng đầu chính quyền, dưới quyền Tổng đốc Ấn Độ.
Từ ngày 31/1/1862 đến ngày 1/5/1897, Miến Điện thuộc Anh được lãnh đạo bởi một Tổng ủy viên. Việc mở rộng lãnh thổ Miến Điện thuộc Anh gia tăng, với việc sáp nhập Thượng Miến và các quốc gia Shan, trong giai đoạn này làm tăng vị thế, và dẫn đến việc nâng cấp lãnh đạo thuộc địa và mở rộng chính phủ (Miến Điện đã được thành lập một chính phủ và lập pháp riêng biệt năm 1897).
Do đó, từ ngày 1/5/1897 đến ngày 2/1/1923, tỉnh được lãnh đạo bởi một Phó Thống đốc. Năm 1937, Miến Điện được chính thức tách ra khỏi Ấn Độ thuộc Anh và bắt đầu được quản lý như một thuộc địa riêng biệt của Anh, với một cơ quan lập pháp lưỡng viện được bầu đầy đủ, bao gồm Thượng viện và Hạ viện. Từ ngày 2/1/1923 đến ngày 4/1/1948, Miến Điện thuộc Anh được lãnh đạo bởi một Thống đốc, lãnh đạo nội các và chịu trách nhiệm bảo vệ thuộc địa, quan hệ đối ngoại, tài chính và các vùng dân tộc (khu vực biên giới và tiểu bang Shan). Từ ngày 1/1/1944 đến ngày 31/8/1946, một thống đốc quân sự Anh cai trị thuộc địa này. Trong thời gian Nhật chiếm đóng Miến Điện từ năm 1942 đến 1945, một chỉ huy quân sự Nhật Bản đứng đầu chính quyền, trong khi Thống đốc do Anh chỉ định lãnh đạo thuộc địa lưu vong.
Miến Điện trở thành độc lập vào năm 1948. Có một Tổng thống từ năm 1948 đến năm 1962, và sau đó là năm 1974 và 1988. Giữa năm 1962 và 1974 và giữa năm 1988 và 2011, Miến Điện được lãnh đạo bởi các lãnh đạo quân sự. Chức vụ Tổng thống đã được khôi phục vào năm 2011.